# Оливейра, Рикардо
Рика́рдо Оливе́йра (порт.-браз. Ricardo Oliveira; род. 6 мая 1980, Сан-Паулу) — бразильский футболист, нападающий. Выступал за национальную сборную Бразилии.

## Клубная карьера

### Ранняя карьера
Рикардо Оливейра начал заниматься футболом в школе «Коринтианса» в 1997 году. В 1999 году он продолжил заниматься уже в «Португеза Деспортос», где в следующем году попал в первую команду.
В начале 2003 года Рикардо перешёл в «Сантос». За этот клуб он забил на групповом этапе и в плей-офф Кубка Либертадорес 2003, а также принял участие в обоих матчах проигранного «Бока Хуниорс» финала.

### Испания и Италия
31 июля 2003 года нападающий подписал контракт с испанской «Валенсией». Под руководством Рафаэля Бенитеса он забил восемь голов в 21 игре Ла Лиги, став чемпионом Испании, и ещё добавил к золотым медалям чемпионата Кубок УЕФА.
Однако в следующем сезоне Оливейра перешёл в «Реал Бетис» за € 4 млн. В первом сезоне за новую команду он забил 22 гола в 37 матчах в чемпионате, чем помог клубу занять четвёртое место в турнирной таблице и впервые в истории попасть в Лигу чемпионов. В начале 2006 года Оливейра отправился в аренду в «Сан-Паулу», чтобы быть в поле зрения главного тренера сборной Бразилии перед чемпионатом мира 2006.
31 августа 2006 года Рикардо подписал пятилетний контракт с «Миланом». За переход «Бетис» получил € 17,5 млн. Кроме этого, частью сделки стал переход в стан «зелёно-белых» Йохана Фогеля. За «россо-нери» он дебютировал во втором тайме игры против «Лацио», забив гол с линии ворот, что помогло его команде победить со счётом 2:1. Однако Рикардо сумел забить лишь два гола во всех последующих матчах лиги и ещё дважды отличился в кубке Италии.
14 июля 2007 года нападающий вернулся в Испанию в аренду в «Реал Сарагосу». По окончании периода аренды «арагонцы» воспользовались опцией, согласно которой имели право выкупа контракта игрока за установленную плату. 10 мая 2008 года «Сарагоса» купила Оливейру за € 10 млн.
В конце января 2009 года Оливейра вернулся в «Реал Бетис» за € 8,9 млн отступных. В дебютном поединке он забил второй гол на 83-й минуте в ворота «Севильи», что помогло его команде одержать победу в принципиальном дерби со счётом 2:1. «Бетис» в конечном счёте был понижен в классе после домашней ничьи 1:1 с «Реал Вальядолид».

### ОАЭ
В середине июля 2009 года Оливейра, уже начав предсезонную подготовку с «Бетисом», перешёл в «Аль-Джазиру», сумма сделки составила около € 14 млн. В январе следующего года он вернулся в свою страну, перейдя на правах аренды в «Сан-Паулу».
7 марта 2012 года в стартовом матче «Аль-Джазиры» в Лиге чемпионов АФК 2012 Оливейра забил последний гол своей команды в ворота «Насафа», однако его команда проиграла со счётом 4:2. Тем не менее, 2 мая он оформил хет-трик в матче против того же соперника и принёс команде победу со счётом 4:1. Две недели спустя он забил четыре гола в выездной игре против «Эр-Райян», в конечном счёте его клуб победил 4:3.
В матче 1/8 турнира против «Аль-Ахли Джидда» Оливейра забил дважды, в конечном счёте матч завершился вничью 3:3, но затем Рикардо не реализовал свой удар в серии пенальти и его команда проиграла со счётом 2:4. В конце января 2014 года после прихода Фелипе Кайседо и Жусилея он был уволен.

### Возвращение в Бразилию
12 января 2015 года Оливейра вернулся в «Сантос», согласовав пятимесячный контракт. После своего возвращения 1 февраля он сыграл первый матч, выйдя на вторую половину игры вместо Жованио, его команда разгромила со счётом 3:0 «Итуано».
1 мая 2015 года, став лучшим бомбардиром клуба в сезоне Лиги Паулиста и лучшим игроком турнира, Оливейра продлил свой контракт до декабря 2017 года. В чемпионате он забил по два гола в матчах против своего бывшего клуба «Сан-Паулу» (поражение в гостях 2:3) и «Шапекоэнсе» (домашняя победа 3:1), в итоге стал лучшим бомбардиром Серии A с 20 голами.
8 мая 2016 года Оливейра забил решающий гол в финале Лиги Паулиста против «Осаско Аудакс». Позже он рассказал, что играл в матче с травмой колена, из-за которой впоследствии не выходил на поле в течение двух месяцев. 27 июля он сделал хет-трик в домашнем матче с «Гамой» в кубке Бразилии, кроме него в матче никто не забивал.
В сезоне 2017 года, омрачённом травмами, Оливейре всё же удалось забить 12 голов, его команда заняла третье место в чемпионате. 20 декабря, не сумев согласовать условия нового контракта, он покинул клуб.
Через день после объявления о своём уходе из «Сантоса» 37-летний Оливейра согласился на двухлетний контракт с «Атлетико Минейро». В сентябре 2020 года он официально покинул клуб, заявив, что ему не выплачивалась зарплата.
29 сентября 2020 года в возрасте 40 лет Оливейра был объявлен игроком клуба «Коритиба».
5 февраля 2022 года Рикардо Оливейра подписал контракт с «Атлетиком» из Лиги Минейро. 5 апреля он объявил о своём уходе из клуба. Он оставался без клуба до конца года, лишь 2 января 2023 года он перешёл в «Бразилиа».
Оливейра покинул «Бразилиа» 15 марта 2023 года, после всего семи матчей. 28 июля он объявил о своём уходе из профессионального футбола в интервью порталу ge.

## Международная карьера
Оливейра дебютировал за сборную Бразилии 25 мая 2004 года в матче против Каталонии, забил гол и помог команде победить со счётом 5:1. Однако эта игра не признана ФИФА официальным товарищеским матчем.
Впоследствии он был включён в состав команды на Кубок Америки по футболу 2004, где сыграл свой первый матч 8 июля 2004 года против Парагвая. В ходе турнира он также забил свой первый гол в четвертьфинальном матче против Мексики, а Бразилия выиграла кубок.
Впоследствии Оливейра стал постоянно вызываться в сборную Бразилии в качестве замены Адриано, Робиньо и Роналдо. Он также был включён в состав команды на Кубок конфедераций 2005, но пропустил чемпионат мира 2006 года из-за травмы, полученной в «Бетисе». После годичной паузы в игре за сборную новый тренер команды Дунга вызвал Оливейру на товарищеский матч со Швейцарией 15 ноября 2006 года.
24 сентября 2015 года, через восемь лет после своего последнего матча, Оливейра был вызван в сборную в качестве замены травмированного Роберто Фирмино на первые два матча отбора чемпионата мира 2018 года против Чили и Венесуэлы, во второй игре он забил гол и принёс команде победу со счётом 3:1.
29 марта 2016 года Оливейра забил ещё раз в отборочном матче против Парагвая, команды разошлись вничью 2:2. 5 мая он попал в заявку из 23 человек на Кубок Америки столетия, который прошёл в США, но 21 мая из-за травмы был заменён на Жонаса.

## Достижения

### Командные
- Финалист Кубка Либертадорес: 2003
- Победитель Кубка Америки: 2004
- Чемпион Испании (Ла-Лига): 2003/04
- Обладатель Кубка УЕФА: 2003/04
- Победитель Кубка конфедераций: 2005
- Обладатель Кубка Испании: 2005
- Чемпион Бразилии: 2006
- Победитель Лиги чемпионов: 2006/07
- Trofeu Berlusconi (Milan): 2007
- Победитель Кубка Лиги ОАЭ: 2009/10
- Чемпион ОАЭ: 2010/11
- Обладатель Кубка ОАЭ: 2010/11, 2011/12
- Победитель Лиги Паулиста: 2015, 2016

### Личные
- Лучший бомбардир Кубка Либертадорес: 2003
- Лучший бомбардир Лиги чемпионов АФК: 2012
- Лучший бомбардир чемпионата Бразилии: 2015